# Varney the Vampire

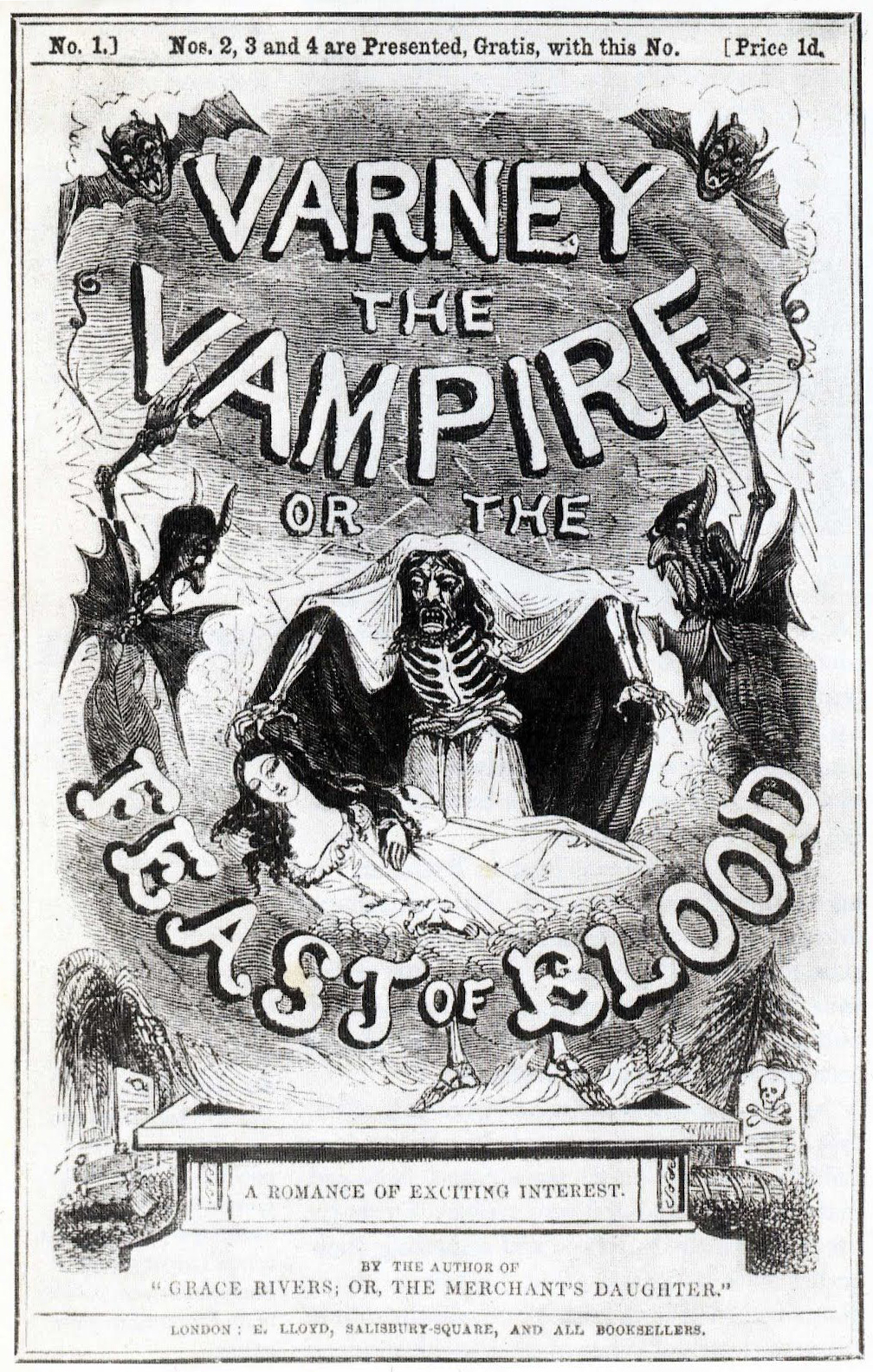
Capa da primeira edição de Varney

Varney the Vampire; or, the Feast of Blood (tradução livre: Varney, o Vampiro ou o Banquete Sangrento), foi uma história gótica escrita por James Malcolm Rymer (alternativamente atribuída a Thomas Preskett Prest). Ele apareceu pela primeira vez publicado em uma série de panfletos entre 1845-1847 . A história foi publicada em forma de livro em 1847. Trata-se de um livro enorme: A edição original tinha 876 páginas de duas colunas divididas em 220 capítulos, no total, cerca de 667 mil palavras. Apesar de suas inconsistências, Varney o Vampiro consegue ter uma história mais o menos coesa. Em 2021, a editora brasileira Sebo Clepsidra publicou uma tradução inédita em português dos primeiros 47 capítulos da saga vampírica que influenciou toda a ficção do gênero no século XIX. Varney é famoso por introduzir elementos na ficção de vampiro reconhecível para o público moderno, como o dentes afiados e o vampiro carismático.

## História

### Cenário
A história tem um cenário confuso. Enquanto é definida no início do século XVIII, há referências às guerras napoleônicas e outros indicadores de que a história se passa na idade contemporânea, em meados do século XIX. As aventuras de Varney também ocorrem em vários locais, incluindo Londres, Bath, Winchester, Nápoles e Veneza.

### Personagens humanos
O enredo diz respeito aos problemas que Sir Francis Varney inflige sobre os Bannerworths, uma família outrora rica conduzida à ruína por seu pai, recentemente falecido. Inicialmente, os Bannerworths são a Sra. Bannerworth e seus filhos adultos Henry, George e Flora. (George nunca é mencionado após o trigésimo sexto capítulo.) Um amigo da família, o Sr. Marchdale, vive com os Bannerworths nos capítulos iniciais. Mais tarde, o noivo de Flora, Charles Holland, e seu tio Admiral Bell juntamente com seu assistente, o extremamente bem-humorado Jack Pringle, passam a viver na residência dos Bannerworths.

### Personalidade de Varney
Embora os primeiros capítulos der como motivos de Varney ir atrás da família sua sede de sangue, porém, momentos posteriores sugerem que Varney é motivado por interesses monetários. A história é, por vezes, incoerente e confusa, como se o autor não sabia se fazer Varney um vampiro literal ou simplesmente um ser humano que age como um. Varney tem uma forte semelhança com um retrato no salão dos Bannerworth, que dá uma implicação que ele é, na verdade, Marmaduke Bannerworth (Sir Runnagate Bannerworth em uma confusão clássica de nomenclatura), mas essa ligação nunca será esclarecida. Ele é retratado como detestando sua condição, e em um ponto ele transforma Clara Crofton, uma membro de uma outra família que o aterroriza, em uma vampira como vingança.
Ao longo do livro, Varney é apresentado com tendo simpatia por suas vítimas em determinadas circunstâncias. Ele tenta salvar a si mesmo, mas é incapaz de fazê-lo. Ele finalmente comete suicídio, atirando-se do Monte Vesúvio, depois de ter deixado um relato de sua origem com um padre. De acordo com Varney, ele foi amaldiçoado com o vampirismo, depois de ter traído o monarca Oliver Cromwell e, acidentalmente, matou o próprio filho em um acesso de raiva, embora ele "morre" e é revivido várias vezes no decorrer de sua vida. O autor revela uma variedade de histórias para sua origem. Em uma delas, um estudante de medicina chamado Dr. Chillingworth aplica galvanismo no cadáver de Varney e revive-lo. Esta sub-trama tem uma semelhança óbvia com a história de Frankenstein de Mary Shelley, e mais ainda, com as tantas adaptações cinematográficas posteriores da novela (o romance não apresenta eletricidade como meio de criar o monstro do Dr. Frankenstein.)

## Legado
Varney foi uma grande influência na ficção de vampiros, mais notavelmente influenciou Drácula (1897), de Bram Stoker. Muitos os elementos das histórias de vampiro, teve origem em Varney: Varney tem dentes afiados, deixa duas perfurações no pescoço de suas vítimas, tem poderes hipnóticos, e tem força sobre-humana. Ao contrário de vampiros ficcionais do século XX, ele é capaz de andar sobre a luz do dia e não tem nenhum medo particular das cruzes ou alho. Ele pode comer e beber em sua  forma humana como disfarce, mas ele aponta que não gosta de comida e bebida humana. Sua vampirismo parece ser um ajuste que vem sobre ele quando a sua energia vital começa a escassear; ele age como uma pessoa completamente normal entre os humanos.
Este é também o primeiro exemplo do "vampiro simpático", um vampiro que despreza a sua condição, mas não deixa de ser um escravo dela. Este arquétipo foi amplamente exemplificado, nomeadamente através de personagens como Condessa Zaleska no filme Dracula's Daughter, em Entrevista com o Vampiro de Anne Rice, Angel da série Buffy the Vampire Slayer, o personagem Morbius da Marvel Comics, entre muitos outros.